# Sergentomyia iyengari
Sergentomyia iyengari är en tvåvingeart som först beskrevs av John Alexander Sinton 1933.  Sergentomyia iyengari ingår i släktet Sergentomyia och familjen fjärilsmyggor. Inga underarter finns listade i Catalogue of Life.